# Río Frío, Zacatecas
Río Frío är en ort i Mexiko.   Den ligger i kommunen Sain Alto och delstaten Zacatecas, i den centrala delen av landet, 600 km nordväst om huvudstaden Mexico City. Río Frío ligger 2 030 meter över havet och antalet invånare är 101.
Terrängen runt Río Frío är huvudsakligen platt, men söderut är den kuperad. Río Frío ligger nere i en dal. Runt Río Frío är det glesbefolkat, med 11 invånare per kvadratkilometer. Närmaste större samhälle är Sain Alto, 1,2 km norr om Río Frío. Omgivningarna runt Río Frío är i huvudsak ett öppet busklandskap.